# Cmentarz wojenny nr 318 – Wrzępia
Cmentarz wojenny nr 318 – Wrzępia – cmentarz z okresu I wojny światowej. Terytorialnie cmentarz jest położony na terenie gminy Rzezawa w miejscowości Bratucice, przysiółek Radziejów.
Na cmentarzu jest pochowanych 51 Austriaków z 32 pułku piechoty landwery i 32 pułku strzelców. Są to dwie mogiły zbiorowe. Projektantem cmentarza był Franz Stark. Legenda głosi, że część pochowanych tu żołnierzy to ofiary kłótni przy grze w karty, z której skorzystali Rosjanie, dokonując napadu i ostrzeliwując bijących się między sobą Austriaków z broni maszynowej.
43 żołnierzy jest pochowanych jako bezimienni, jednym z nich jest podporucznik. Imiennie wymieniono: plutonowy Jan Gawliński, plutonowy Wojciech Madura, szer. Alojz Weiss, szer. Franciszek Żurawski, szer. Jan Sikora, szer. Władysław Kołodziej, porucznik Siegfrid Wechsberg, szer. Emil Antl.